# Microcebus berthae
Microcebus berthae (лат.) — самый маленький известный науке примат, встречающийся только на острове Мадагаскар. Видовой эпитет дан в честь малагасийского антрополога Берты Ракотосамиманана.

## Описание
Длина туловища составляет всего 9—9,5 см, а весит лемур 24—38 граммов. У лемура длинный хвост длиной 13—14 см. Мех короткий и густой. Окраска верхней части тела красновато-коричневого цвета с тёмной полосой вдоль спины от плеч до хвоста, в то же время мех на брюхе кремового или бледно-серого цвета. Голова круглая, оранжевого цвета, светлее остальной части тела. Морда короткая, над носом имеется белое пятно, окологлазное кольцо коричного цвета, большие уши и голые пальцы. У него очень большие, обращённые вперёд глаза, имеющие за сетчаткой блестящий слой, который отражает свет, тем самым значительно улучшая ночное зрение.

## Распространение
Эндемик Мадагаскара. Был найден в западной части острова в национальном парке Киринди. Ареал площадью не больше 900 км². Средой обитания вида является сухой лиственный лес.

## Образ жизни
Вид активен ночью, предпочитает держаться на деревьях. В дневное время лемуры спят в гнёздах из листьев, устроенных на лианах и других вьющихся растениях. Ведут одиночный образ жизни.
Всеядное животное, питающееся наряду с насекомыми также плодами и другим растительным материалом. Чтобы сберечь энергию, оно ежедневно на непродолжительное время впадает в оцепенение.